# Meniscium ensiforme
Meniscium ensiforme là một loài dương xỉ trong họ Thelypteridaceae. Loài này được Pic.Serm. mô tả khoa học đầu tiên năm 1968.
Danh pháp khoa học của loài này chưa được làm sáng tỏ. 